# La Casassa (Rupit i Pruit)
La Casassa és una masia de Rupit i Pruit (Osona) inclosa a l'Inventari del Patrimoni Arquitectònic de Catalunya.

## Descripció
Masia de planta quadrada coberta a quatre vessants. Consta de planta baixa, dos pisos i golfes. La façana està situada a ponent i presenta un portal d'arc rebaixat i una làpida al damunt. Als altres pisos s'hi distribueixen finestres simètriques, les del primer pis més grans que les del segon. A les golfes hi ha uns òculs ovalats. La part de llevant, la de tramuntana i la de migdia presenten molts afegitons. La de migdia té un portal rectangular, poques obertures al primer pis i unes galeries al segon, d'arc rebaixat i sostingudes per pilars. Actualment estan mig tapiades.
Construïda en pedra blavosa i groguenca unida amb calç, i els elements de ressalt són de pedra picada i grisa.
Hi ha una cabana davant l'era de la Casassa. És de planta quadrada coberta a dues vessants i amb el carener perpendicular a la façana, la qual està situada a migdia, presentant amplis ràfecs en aquesta part. Presenta un gros portal d'arc rebaixat i partit per un pilar de totxo que sosté la volta. A l'interior i al centre hi ha un altre pilar de grossos carreus, datat.
Els portals i escaires són de pedra grisa picada, la resta és de pedra sense polir unida amb calç.
La massoveria és de planta rectangular coberta a dues vessants i amb el carener paral·lel a la façana la qual està orientada a ponent. Consta de planta baixa i dos pisos. La façana presenta dos portals rectangulars, el de la dreta tapiat i el de l'esquerra amb llinda datada, adossat a aquest mur hi ha una escala de pedra que condueix al portal del primer pis també datat. El primer i segon pis tenen finestres rectangulars amb els ampits motllurats i espieres a sota. El mur de migdia té dos portals rectangulars, un al costat de l'altre, amb llindes de pedra. Les finestres d'aquest sector tenen també els ampits motllurats. A llevant s'hi adossen cossos antics, moderns i un porxo a l'angle nord-est sostingut per un pilar de pedra amb basament i capitells motllurats.
Existeix una cambreria enganxada al casal. Es tracta d'un edifici de planta rectangular cobert a dues vessants amb el carener paral·lel a la façana la qual està situada a migdia. Consta de planta baixa, primer pis i golfes. S'endevinen, gràcies als carreus de pedra picada, dos cossos un a continuació de l'altre. La façana presenta portals i finestres amb llindes de fusta. A ponent s'hi adossa un cobert seguint el vessant de la teulada i suportat damunt pilars formants per grossos carreus. Els murs de tramuntana i llevant gairebé són cecs.
És construïda amb pedra sense polir unida amb fang, els escaires i obertures són de pedra picada i fusta.

## Història
Antic mas assentat sobre el llom de la Solana. És un gran casal voltat de cambreries, cabanes i altres dependències, abastant un ampli terme que sobrepassa els límits del municipi i fins i tot de la província.
Era habitada ja al 1300. La trobem registrada al fogatge de la parròquia i terme de Sant Andreu de Pruit de l'any 1553 i fou engrandida o reedificada diverses vegades com es pot observar per les dates constructives: 1612, 1614, 1645, 1648, 1652, 1656, 1750, 1770, 1773. Fou reedificada al segle xix, 1858, ja que amenaçava ruïna.
El mas conserva l'arxiu i unes valuoses piques de pedra. A l'interior té un oratori.
La cabana es degué construir al segle xviii segons el que indica un escaire de l'angle sud-oest datat al 1745.
La masoveria conserva dades constructives que van del segle xvii al XIX. El portal de ponent duu la data de 1648, el de migdia 17-0 i el del primer pis 1899.